# Tuareg
Tuareg este un maxi-single scos de formația Transsylvania Phoenix, mai precis de către Nicu Covaci și Josef Kappl, în anul 1988, în Germania de Vest. Acest material a apărut la scurtă vreme după apariția single-ului intitulat Tuareg/Mr. G's Promises. Instrumentele, în afară de chitara lui Covaci și basul lui Kappl, au fost sintetizate electronic.

## Piese
Fața A:
1. Tuareg (Nicolae Covaci, Josef Kappl) 3:03
2. Tuareg (Extended Version) (Nicolae Covaci, Josef Kappl) 3:50

Fața B:
1. Mr. G's Promises (Nicolae Covaci) 3:23
2. The Lark (Nicolae Covaci) 3:54

Înregistrat și mixat la Blue Box Studio Hamburg-Bergedorf. Produs de Joschi Kappl – Kato Musicproduktion.

## Componența formației
- Nicolae Covaci – chitară electrică și acustică
- Josef Kappl – chitară bas, claviaturi, programări și sample-uri